# Mikołaj Łaski
Mikołaj Łaski herbu Korczak (zm. 1572) – krajczy nadworny koronny w latach 1558–1572, starosta malborski w 1564 roku, starosta krasnostawski, sekretarz królewski w 1565 roku.